# Елліккалинський район
Елліккалинський район (кар. Yellikqala rayoniʻ; узб. Элликқалъа тумани, Ellikqal'a tumani) — район в Узбекистані, Республіка Каракалпакстан. Розташований на сході республіки. Центр — місто Бустан.
Утворений 23 березня 1977 року. Межує на північному заході і півночі з Тахтакупирським районом, на сході з Навоїйською областю, на півдні з Турткульським районом, на південному заході Хорезмською областю, на заході з Бірунійським районом Каракалпакстану.
На заході району протікає річка Амудар'я. На території району розташоване озеро Акшаколь. Північна частина району — піски Кизилкум.
Через район проходять автошляхи Нукус—Турткуль—Бухара, Бустан—Біруні, Бустан—Турткуль, залізниця Нукус—Міскін.
Населення району 83 207 мешканців (перепис 1989), у тому числі міське — 8488 мешканців, сільське — 74 719 мешканців.
Станом на 1 січня 2011 року до складу району входили 1 місто (Бустан) і 13 сільських сходів громадян.
| Назва       | Центр            |
| ----------- | ---------------- |
| Акчакуль    | нп Акчакуль      |
| Амірабад    | нп Амірабад      |
| Ґулістан    | нп Кирикжай      |
| Ґульдірсін  | нп Ґульдірсін    |
| Дустлік     | нп Аділ-Аул      |
| Елліккала   | нп Пахтакор      |
| Кизилкум    | нп Чукурчак      |
| Кирккиз     | нп Кирккизабад   |
| Кілчинак    | нп Кілчинак      |
| ім. Навої   | нп Богяп         |
| Сарабій     | нп Сарабій       |
| Тазабаг     | нп Таза-Амірабад |
| Шарк-Юлдузі | нп Бінокор       |